# Goodge Street (métro de Londres)
Goodge Street est une station de la Northern line, branches Charing Cross, du métro de Londres, en zone 2. Elle est située au 75Tottenham Court Road, dans le quartier Euston Road (en), sur le territoire du borough londonien de Camden.

## Histoire
La station Goodge Street est mise en service le 22 juin 1907 mais obteint son nom actuel le 3 septembre 1908. Elle est une des rares stations à utiliser des ascenseurs plutôt que des escalators pour transporter les passagers.
La station possède en outre un abri antiaérien en dessous d'elle, qui date de la Seconde Guerre mondiale. Durant la guerre, l'abri fut utilisé par le SHAEF et c'est de là que le général Eisenhower annonça l'invasion de la France le 6 juin 1944. L'abri dispose de deux entrées, une sur Chenies Street et l'autre sur Tottenham Court Road.

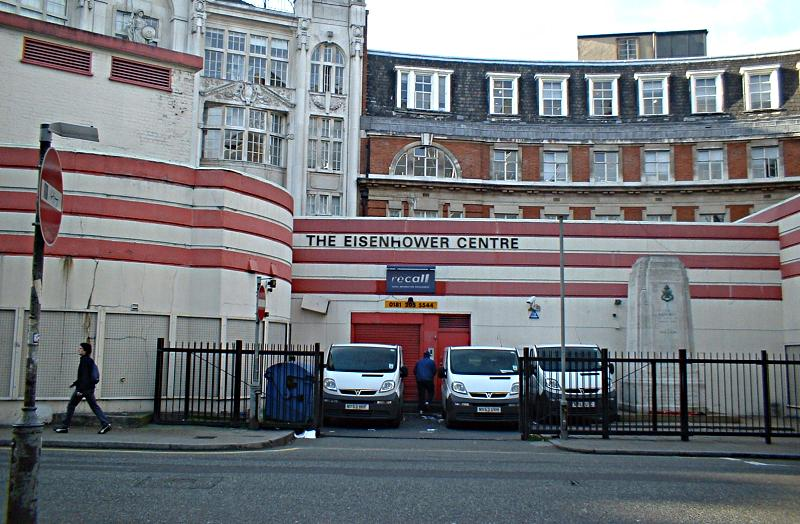
Une des entrées vers l'abri antiaérien (Chenies Street)

## Services aux voyageurs

### Accès et accueil
La station est très fréquentée aux heures de pointe mais dans un seul sens. Beaucoup de gens sortent de la station et peu de gens y entrent. Ce qui provoque un fort déséquilibre au niveau des quatre ascenseurs.

## À proximité
- Euston Road (en)